# Asobara fletcheri
Asobara fletcheri (лат.) — вид паразитических наездников рода Asobara из семейства Braconidae (Alysiinae, Hymenoptera). Назван в честь британского энтомолога D. S. Fletcher, собравшего типовые экземпляры.

## Распространение
Африка: Уганда.

## Описание
Длина около 2 мм, переднее крыло от 2,4 до 2,8 мм. От близких видов отличается пропорциями тела, особенностями жилкования крыльев. Усики 24-члениковые у самок и 27-члениковые у самцов.  Основная окраска тела коричневая. Жвалы крупные, простые, с 3 зубцами. Верхний зубец жвал широкий; средний зубец широкий и короткий; нижний зубец широкий. Передняя тенториальная ямка находится вдали от края глаз. Предположительно паразитируют на представителях отряда двукрылые.

## Систематика
Вид Asobara fletcheri был впервые описан в 2019 году испанским гименоптерологом Франсиско Хавьером Перис-Фелипо (Francisco Javier Peris-Felipo, University of Valencia, Paterna, Испания) по материалам из Африки.